# Run for Cover (album của Gary Moore)
| Đánh giá chuyên môn              | Đánh giá chuyên môn |
| Nguồn đánh giá                   | Nguồn đánh giá      |
| Nguồn                            | Đánh giá            |
| -------------------------------- | ------------------- |
| AllMusic                         | [ 2 ]               |
| Collector's Guide to Heavy Metal | 5/10                |

Run for Cover là album phòng thu solo thứ 5 của nghệ sĩ guitar người Ireland Gary Moore, được phát hành vào năm 1985. Đây thường được xem là album gây đột phá của ông. Trong album có đĩa đơn lọt top 5 "Out in the Fields" và một bản tái thu âm bài hát "Empty Rooms" (lúc đầu vốn nằm trong album trước của Moore là Victims of the Future) — trở thành một trong bài hit lớn nhất trong sự nghiệp solo của Moore với vị trí thứ 23 trên bảng xếp hạng của Anh.
Album có sự tham gia của nhiều người bạn đồng nghiệp của Moore như Glenn Hughes (tay bass kiêm hát chính cho Deep Purple), Paul Thompson (Roxy Music) và Phil Lynott (Thin Lizzy). Lynott và Moore cùng nhận vai hát chính trong bài "Out in the Fields", còn Lynott một mình hát bài "Military Man" (một bài cũ của nhóm Grand Slam). "Out in the Fields" nói về tình trạng hỗn loạn ở quê hương Ireland của họ. Lynott còn góp giọng cho bản tái thu âm ca khúc "Still in Love with You" của Thin Lizzy (Moore lúc đầu là người chơi guitar trong bài này); bài hát lức đầu được phát hành làm đĩa mặt B của "Out in the Fields", nhưng sau này được cho vào bản mới cập nhật của album.
Mặc dù bộ ba album Run for Cover, Wild Frontier và After the War đều gặt hái thành công, song về sau Moore lại phát ngán và ví chúng như "đống rác rưởi lớn nhất" mà ông từng nghe.

## Danh sách bài hát
Tất cả các ca khúc được viết bởi Gary Moore, ngoại trừ chỗ ghi chú.
| Mặt một | Mặt một             | Mặt một                                    | Mặt một      | Mặt một    |
| STT     | Nhan đề             | Sáng tác                                   | Hát chính    | Thời lượng |
| ------- | ------------------- | ------------------------------------------ | ------------ | ---------- |
| 1.      | "Run for Cover"     |                                            | Moore        | 4:13       |
| 2.      | "Reach for the Sky" |                                            | Glenn Hughes | 4:46       |
| 3.      | "Military Man"      | Phil Lynott, Laurence Archer, Mark Stanway | Lynott       | 5:40       |
| 4.      | "Empty Rooms"       | Moore, Neil Carter                         | Moore        | 4:17       |

| Mặt hai | Mặt hai                    | Mặt hai       | Mặt hai        | Mặt hai    |
| STT     | Nhan đề                    | Sáng tác      | Hát chính      | Thời lượng |
| ------- | -------------------------- | ------------- | -------------- | ---------- |
| 5.      | "Out in the Fields"        |               | Lynott & Moore | 4:17       |
| 6.      | "Nothing to Lose"          |               | Hughes         | 4:41       |
| 7.      | "Once in a Lifetime"       |               | Moore          | 4:18       |
| 8.      | "All Messed Up"            | Moore, Carter | Hughes         | 4:52       |
| 9.      | "Listen to Your Heartbeat" |               | Moore          | 4:31       |

| Bản CD | Bản CD                     | Bản CD                  | Bản CD         | Bản CD     |
| STT    | Nhan đề                    | Sáng tác                | Hát chính      | Thời lượng |
| ------ | -------------------------- | ----------------------- | -------------- | ---------- |
| 1.     | "Run for Cover"            |                         | Moore          | 4:13       |
| 2.     | "Reach for the Sky"        |                         | Hughes         | 4:46       |
| 3.     | "Military Man"             | Lynott, Archer, Stanway | Lynott         | 5:40       |
| 4.     | "Empty Rooms"              | Moore, Carter           | Moore          | 4:17       |
| 5.     | "Out of My System"         |                         | Hughes         | 4:01       |
| 6.     | "Out in the Fields"        |                         | Lynott & Moore | 4:17       |
| 7.     | "Nothing to Lose"          |                         | Hughes         | 4:41       |
| 8.     | "Once in a Lifetime"       |                         | Moore          | 4:18       |
| 9.     | "All Messed Up"            | Moore, Carter           | Hughes         | 4:52       |
| 10.    | "Listen to Your Heartbeat" |                         | Moore          | 4:31       |

| Bản CD tái hậu kỳ 2002 cùng bài tặng kèm | Bản CD tái hậu kỳ 2002 cùng bài tặng kèm                                                 | Bản CD tái hậu kỳ 2002 cùng bài tặng kèm | Bản CD tái hậu kỳ 2002 cùng bài tặng kèm | Bản CD tái hậu kỳ 2002 cùng bài tặng kèm |
| STT                                      | Nhan đề                                                                                  | Sáng tác                                 | Hát chính                                | Thời lượng                               |
| ---------------------------------------- | ---------------------------------------------------------------------------------------- | ---------------------------------------- | ---------------------------------------- | ---------------------------------------- |
| 11.                                      | "Still in Love with You"                                                                 | Lynott                                   | Lynott                                   | 5:59                                     |
| 12.                                      | "Stop Messin' Around" (live tại Ulster Hall, Belfast, Bắc Ireland, 17 tháng 9 năm 1984)  | Peter Green                              | Moore & Lynott                           | 5:23                                     |
| 13.                                      | "Murder in the Skies" (live tại Ulster Hall, Belfast, Bắc Ireland, 17 tháng 12 năm 1984) |                                          | Moore & Carter                           | 4:09                                     |

## Đội ngũ thực hiện
Tất cả phần ghi công lấy đĩa CD bản gốc.
- Gary Moore – guitar, hát chính các bài số 1, 4, 6, 8 và 10, hát bè, sản xuất các bài 3 và 11-13
- Glenn Hughes – chơi guitar bass trong các bài số 1, 2, 6, 7 và 9, hát chính trong các bài số 2, 5, 7, 9
- Phil Lynott – đánh guitar bass trong các bài 3, 5, 11-13, hát chính trong các bài số 3 và 11, đồng hát chính trong các bài số 6 và 12, hát bài trong bài số 7
- Andy Richards – đánh keyboard trong các bài số 1-6, 8, 10
- Neil Carter – đánh keyboard trong các bài số 5, 7, 8, 10-13, hát bè trong các bài số 1, 4, 7, 8, 10-13
- Don Airey – đánh keyboard các bài số 3 và 6
- Bob Daisley – đánh guitar bass trong bài số 8
- Gary Ferguson – chơi trống trong các bài số 1, 8, 9
- Charlie Morgan – chơi trống và trống điện tử trong các bài số 2, 3, 6
- Paul Thompson – chơi trống trong các bài số 5, 7, 11-13
- James "Jimbo" Barton – mẫu nhịp trống trong bài số 4

Sản xuất
- Andy Johns – sản xuất các bài số 1, 2 và 9
- Peter Collins – sản xuất các bài số 4 và 6
- Beau Hill – sản xuất các bài số 5 và 7
- Mike Stone – sản xuất các bài số 8 và 10, trộn âm các bài số 1, 2, 7 và 9
- Stephen BenBen – kỹ thuật viên âm thanh các bài số 3, 5 và 7
- James "Jimbo" Barton – kỹ thuật viên âm thanh và trợ lý trộn âm các bài 4 và 6
- Stuart Breed – trợ lý kỹ thuật viên âm thanh các bài số 1, 2, 7, 9 và 10
- Mark Saunders – trợ lý kỹ thuật viên âm thanh các bài số 8 và 10
- Tony Platt – kỹ thuật viên âm thanh và trộn âm các bài số 11-13
- Part Rock management - quản lý

## Bảng xếp hạng
| Năm  | Xếp hạng                 | Vị trí |
| ---- | ------------------------ | ------ |
| 1985 | Swedish Albums Chart     | 6      |
| 1985 | Norwegian Albums Chart   | 7      |
| 1985 | Finnish Albums Chart     | 10     |
| 1985 | UK Albums Chart          | 12     |
| 1985 | New Zealand Albums Chart | 23     |
| 1985 | German Albums Chart      | 27     |
| 1985 | Dutch MegaCharts         | 47     |
| 1985 | Australian Albums Chart  | 73     |
| 1986 | Billboard 200 (US)       | 146    |

| Năm  | Đĩa đơn             | Bảng xếp hạng             | Vị trí |
| ---- | ------------------- | ------------------------- | ------ |
| 1985 | "Out in the Fields" | Norwegian Singles Chart   | 2      |
| 1985 | "Out in the Fields" | Swedish Singles Chart     | 2      |
| 1985 | "Out in the Fields" | Irish Singles Chart       | 3      |
| 1985 | "Out in the Fields" | UK Singles Chart          | 5      |
| 1985 | "Out in the Fields" | German Singles Chart      | 14     |
| 1985 | "Out in the Fields" | Dutch MegaCharts          | 21     |
| 1985 | "Out in the Fields" | New Zealand Singles Chart | 21     |
| 1985 | "Out in the Fields" | Finnish Singles Chart     | 24     |
| 1985 | "Out in the Fields" | Australian Singles Chart  | 62     |
| 1985 | "Empty Rooms"       | Irish Singles Chart       | 12     |
| 1985 | "Empty Rooms"       | UK Singles Chart          | 23     |
| 1985 | "Empty Rooms"       | New Zealand Singles Chart | 48     |
| 1985 | "Empty Rooms"       | Australian Singles Chart  | 100    |

## Chứng nhận
| Quốc gia                                  | Chứng nhận | Số đơn vị/doanh số chứng nhận |
| ----------------------------------------- | ---------- | ----------------------------- |
| Thụy Điển (GLF)                           | Vàng       | 50.000^                       |
| Anh Quốc (BPI)                            | Bạc        | 60.000^                       |
| ^ Chứng nhận dựa theo doanh số nhập hàng. |            |                               |